# Доберсдорф
Доберсдорф (нім. Dobersdorf) — громада в Німеччині, розташована в землі Шлезвіг-Гольштейн. Входить до складу району Плен. Складова частина об'єднання громад Зелент/Шлезен.
Площа — 21,91 км2. Населення становить 1075 ос. (станом на 31 грудня 2020).

## Галерея

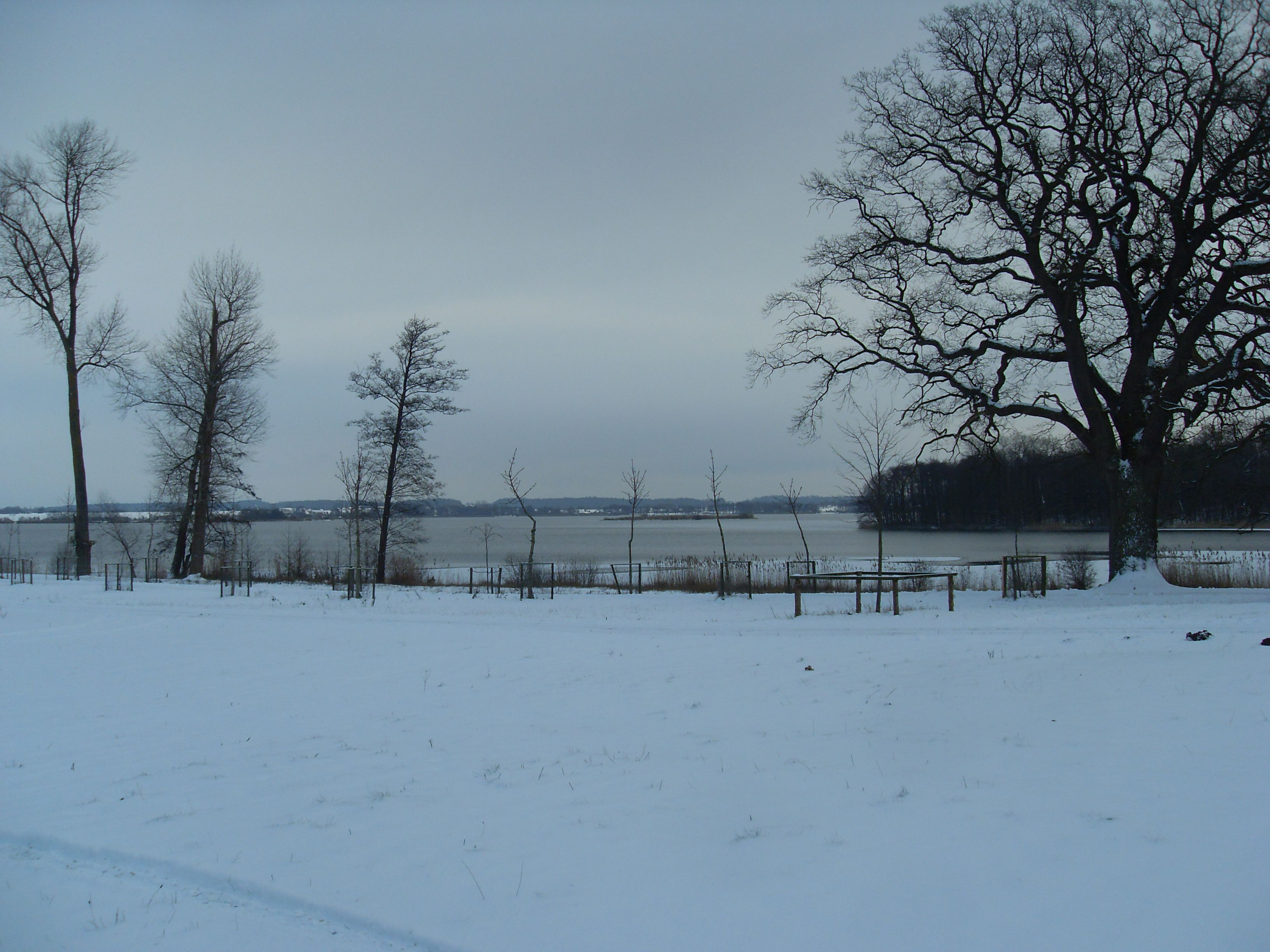